# Сушица (община Ново село)
Вижте пояснителната страница за други значения на Сушица.
Сушица (на македонска литературна норма: Сушица) е село в община Ново село на Северна Македония. Населението му е 1811 души (2002).

## География
Селото е разположено в Струмишкото поле на малката Сушичка река или Пресветица, извираща от Огражден.

## История
През Средновековието Сушица се споменава в грамота на Хрельо, с която той я дарява на Хилендарския манастир. Селото се споменава с днешното си име Сушица и в една грамота на Иван и Константин Драгаш, датирана около 1378 година.
По време на Османското владичество селото се превръща в чисто турско юрушко. По-късно става чифлик на богати струмишки бегове и постепенно в него отново се завръща българско население. Във втората половина на XIX век хайдутинът Костадин Банскалията, който действал с чета в Струмишко, принуждава един бей да продаде земята на чифликчиите си българи.
През XIX век селото е със смесено население. В „Етнография на вилаетите Адрианопол, Монастир и Салоника“, издадена в Константинопол в 1878 година и отразяваща статистиката на населението от 1873, Зушица (Zouchitza) е посочено като село с 60 домакинства, като жителите му са 162 българи и 70 мюсюлмани. Според статистиката на Васил Кънчов („Македония. Етнография и статистика“) от 1900 година селото е населявано от 1300 жители, от които 1140 българи християни и 160 турци.
В началото на XX век цялото село е под върховенството на Цариградската патриаршия. По данни на секретаря на Българската екзархия Димитър Мишев („La Macédoine et sa Population Chrétienne“) през 1905 година в селото има 784 българи патриаршисти гъркомани. Там функционира гръцко начално училище.
Селото е освободено и влиза в границите на България през октомври 1912 година по време на Балканската война. Според Димитър Гаджанов в 1916 година в Сушица живеят 224 турци, а останалите жители на селото са българи.
След Първата световна война селото попада в Сърбия (КХС). Турското му население се изселва и на негово място са заселени българи от планинското село Барбарево, както и бежанци от Егейска Македония - Кукушко и Костурско. В 1971 година селото има около 1750 жители а в началото на 1981 година - 1940. Според преброяването от 2002 година селото има 1811 жители.
Автор на иконите в църквата „Свети Георги“ (1932 - 1933 година) в селото е видният български зограф Гаврил Атанасов.
| Националност     | Всичко |
| северномакедонци | 1808   |
| албанци          | 0      |
| турци            | 0      |
| роми             | 0      |
| власи            | 0      |
| сърби            | 2      |
| бошняци          | 0      |
| други            | 1      |

Днес Сушица брои около 2500 жители и е второ по големина в община Ново село.

## Личности
Родени в Сушица
- Неша Петрова Янкова (1917 – ?), български математик[9]
- Христо (Христос), деец на гръцката въоръжена пропаганда в Македония[10]